# 554239 Montseypedro
554239 Montseypedro este o planetă minoră (asteroid) din centura de asteroizi. A fost descoperită pe 24 august 2006 la Observatorio de La Cañada⁠(d) de Juan Lacruz⁠(d). 
Obiectul prezintă o orbită caracterizată de o semiaxă mare de 3,1628572254643 UAi, o excentricitate de 0,17716396094639, o înclinație de 0,035959675433843 ° în raport cu ecliptica.